# Bill Condon
Pour les articles homonymes, voir Condon.
Bill Condon est un réalisateur, scénariste, acteur et producteur américain, né le 22 octobre 1955 à New York, aux États-Unis.

## Biographie
William Condon est né le 22 octobre 1955 à New York. Dès son enfance, il est passionné par les films. Il fréquente la Regis High School puis le Columbia College de l'Université Columbia de New York où il étudie la philosophie. Après ses études, il devient journaliste pour des journaux consacrés au cinéma tels que American Film ou Millimeter. Au début des années 1980, il est découvert par le producteur Michael Laughlin grâce à une publication dans le Millimeter.
En 2010, il est choisi pour réaliser les deux ultimes volets de la saga Twilight : Twilight, chapitres IV et V : Révélation.

## Filmographie

### Comme réalisateur

#### Cinéma
- 1987 : Sister, Sister
- 1995 : Candyman 2 (Candyman: Farewell to the Flesh)
- 1998 : Ni Dieux ni Démons (Gods and Monsters)
- 2004 : Dr Kinsey (Kinsey)
- 2005 : Dreamgirls
- 2011 : Twilight, Chapitre IV : Révélation - 1re Partie (The Twilight Saga: Breaking Dawn - Part 1)
- 2012 : Twilight, Chapitre V : Révélation - 2e Partie (The Twilight Saga: Breaking Dawn - Part 2)
- 2013 : Le Cinquième Pouvoir (The Fifth Estate)
- 2015 : Mr. Holmes
- 2017 : La Belle et la Bête (Beauty and the Beast)
- 2019 : L'Art du mensonge (The Good Liar)
- 2025 : Kiss of the Spider Woman

#### Télévision
- 1991 : Meurtre au 101 (Murder 101) (TV)
- 1991 : L'Ombre du passé (White Lie) (TV)
- 1991 : Dead in the Water (TV)
- 1993 : Sous la menace d'un père (Deadly Relations) (TV)
- 1994 : L'Homme qui refusait de mourir (TV)
- 2011 : Tilda (TV)

### Comme scénariste
- 1981 : Strange Behavior (en) de Michael Laughlin
- 1983 : Les envahisseurs sont parmi nous (Strange Invaders) de Michael Laughlin
- 1987 : Sister, Sister de lui-même
- 1991 : Meurtre au 101 (Murder 101) (TV) de lui-même
- 1991 : F/X2, effets très spéciaux (F/X2) de Richard Franklin
- 1998 : Ni dieux ni démons (Gods and Monsters) de lui-même
- 2002 : Chicago de Rob Marshall
- 2001 : Sexy Devil d'Alec Baldwin
- 2004 : Dr Kinsey (Kinsey) de lui-même
- 2005 : Dreamgirls de lui-même
- 2011 : Tilda (TV)
- 2018 : The Greatest Showman de Michael Gracey
- 2025 : Kiss of the Spider Woman de lui-même

### Comme acteur
- 1981 : Strange Behavior (en) de Michael Laughlin : Bryan Morgan
- 1983 : Les envahisseurs sont parmi nous (Strange Invaders)
- 1987 : Sister, Sister : Priest

### Comme producteur
- 1981 : Strange Behavior (en)